# Omluva neomlouvá
Omluva neomlouvá (v anglickém originále Sorry Not Sorry) je 9. díl 32. řady (celkem 693.) amerického animovaného seriálu Simpsonovi. Scénář napsala Nell Scovellová a díl režíroval Rob Oliver. V USA měl premiéru dne 6. prosince 2020 na stanici Fox Broadcasting Company a v Česku byl poprvé vysílán 22. března 2021 na stanici Prima Cool.
Díl vypráví o Líze Simpsonové, která se ke své učitelce Hooverové ve slabé chvilce zachová nezdvořile, a ta proto od Lízy čeká omluvu. Byl přijat pozitivně a ve Spojených státech jej v premiéře sledovalo 1,66 milionu diváků.

## Děj
Líza je nadšená, že se může podělit se třídou o projekt „Kdo tě inspiruje?“. Přesáhne však časový limit stanovený učitelkou Hooverovu a ta dá všem známku 2−. Líze se to nelíbí a nazve ji „šedou myší“ a „nudným papouškem“. Učitelka čeká od Lízy omluvu, ta ale odmítá odvolat, co řekla, a pošle ji na poškolu, kde jsou na ni ostatní žáci zlí, dokud je Bart nevyžene údajně „největší smradlavou bombou“ (což je ve skutečnosti levandulová pěna do koupele). Bart jí navrhne, aby řekla „ronim“ místo „promiň“. Líza to zkusí, paní Hooverová se však naštve a dostane dvojí poškolu.
Líza navštíví lekci v omlouvání. Dle rady z lekce si vyzkouší, jaké je to být v kůži učitelky Hooverové během její cesty ze školy domů. Zjistí, jak má hrozný život, a lituje ji. Vočko jí poradí, aby byla upřímná. Líza se rozhodne vzdát svých úspor na Yaleovu univerzitu, a koupí jí tedy v zastavárně nové křeslo a omluví se jí, že kvůli ní měla těžší život, ale učitelka omluvu ani přesto nepřijímá. Jakmile učitelka přijde na to, že se jedná o masážní křeslo, tak omluvu přijme a Líze změní známku na 1−. Zanedlouho změní známku i Ralphovi.
O 10 let později se Líza studuje na Yaleově univerzitě.

## Produkce

### Výroba
Scénář napsala Nell Scovellová a jedná se o druhý díl, který napsala pro Simpsonovy; první díl, který napsala, se jmenuje Není ryba jako ryba.

### Vydání
Roku 2020 vydala stanice Fox Broadcasting Company sedm propagačních obrázků k dílu.

### České znění
Režisérem českého znění byl Zdeněk Štěpán, díl přeložil Vojtěch Kostiha a úpravkyní dialogů Ladislava Štěpánová. Hlavní role nadabovali Vlastimil Zavřel, Martin Dejdar, Jiří Lábus a Ivana Korolová. České znění vyrobila společnost FTV Prima v roce 2021.

## Přijetí

### Sledovanost
Ve Spojených státech díl v premiéře sledovalo 1,66 milionu diváků.

### Kritika
Tony Sokol, kritik Den of Geek, napsal: „Omluva neomlouvá je velmi uspokojivá epizoda. Lízina omluva funguje, protože je zasloužená – i když vždy víme, že přijde, účinně uvolní napětí. (…) Když se něco pokazí, následují dobré věci. A Lízin cynismus si získá tuto epizodu,“ a ohodnotil ji 4,5 hvězdičkami z 5.